# Rhacocarpus rubrocinctus
Rhacocarpus rubrocinctus là một loài rêu trong họ Rhacocarpaceae. Loài này được (Hampe ex Müll. Hal.) Paris mô tả khoa học đầu tiên năm 1900.